# Каргино (Нурімановський район)
Ка́ргино (рос. Каргино, башк. Ҡарға) — присілок у складі Нурімановського району Башкортостану, Росія. Входить до складу Байгільдінської сільської ради.
Населення — 51 особа (2010; 51 у 2002).
Національний склад:
- росіяни — 68 %